# Anthreptes
Genre
Anthreptes est un genre d’oiseaux de la famille des Nectariniidae. 

## Liste d'espèces
Selon la classification de référence du Congrès ornithologique international (version 11.2, 2021) :
- Anthreptes reichenowi – Souimanga de Reichenow
- Anthreptes anchietae – Souimanga d'Anchieta
- Anthreptes simplex – Souimanga modeste
- Anthreptes malacensis – Souimanga à gorge brune
- Anthreptes griseigularis – Souimanga à gorge grise
- Anthreptes rhodolaemus – Souimanga à gorge rouge
- Anthreptes gabonicus – Souimanga brun
- Anthreptes longuemarei – Souimanga violet
- Anthreptes orientalis – Souimanga du Kenya
- Anthreptes neglectus – Souimanga des Uluguru
- Anthreptes aurantius – Souimanga à queue violette
- Anthreptes seimundi – Souimanga de Seimund
- Anthreptes rectirostris – Souimanga à bec droit
- Anthreptes tephrolaemus - Souimanga à menton gris
- Anthreptes rubritorques – Souimanga à col rouge